# Lámpara halógena

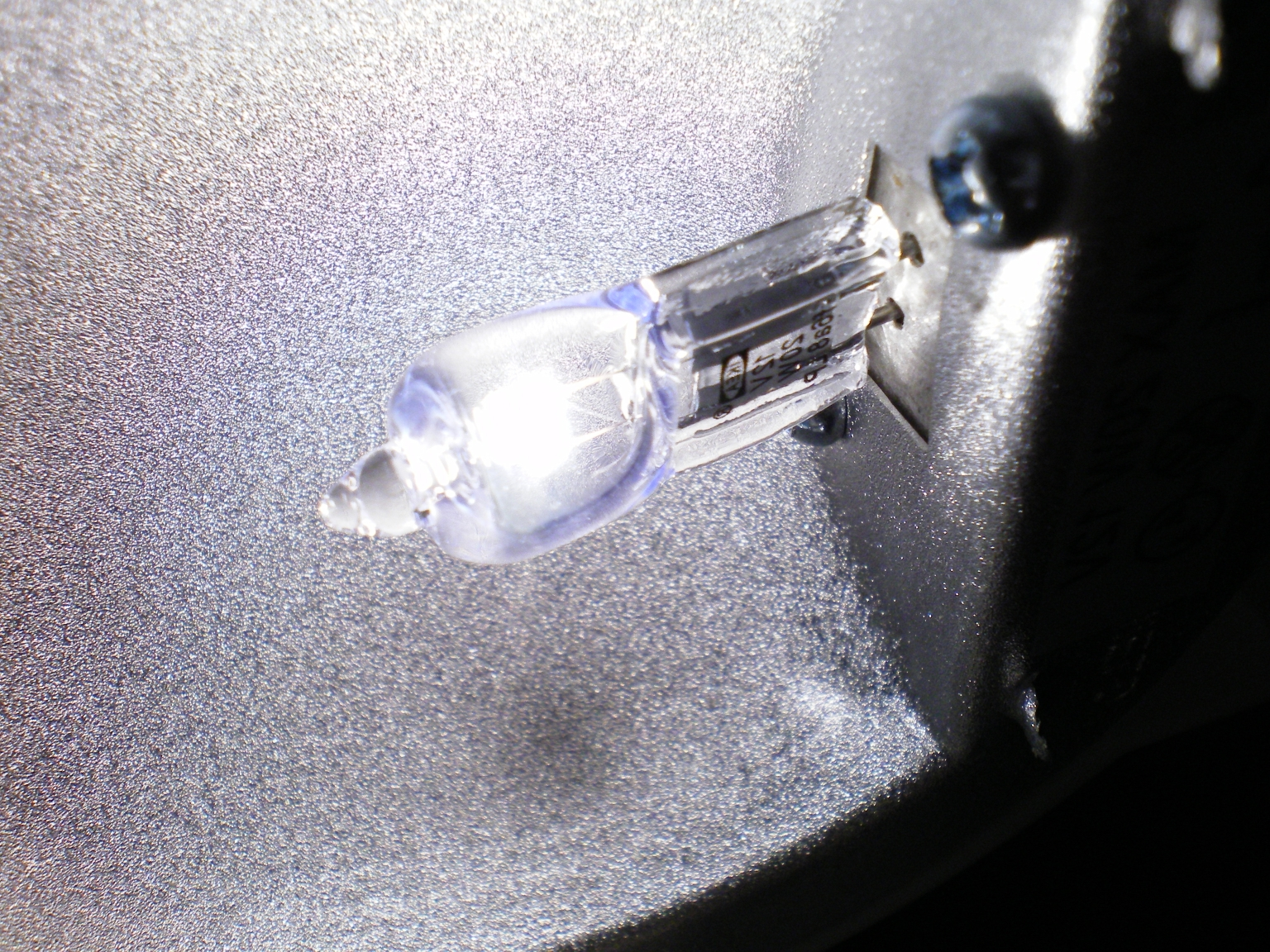
Lámpara halógena encendida en un portalámparas.

La lámpara es una evolución de la lámpara incandescente con un filamento de Wolframio dentro de un gas inerte y una pequeña cantidad de halógeno (como yodo o bromo).
El filamento y los gases se encuentran en equilibrio químico, mejorando el rendimiento del filamento y aumentando su vida útil. El vidrio se sustituye por un compuesto de cuarzo, que puede soportar la elevada temperatura de 250 °C (482 °F) necesaria para que se produzca el ciclo halógeno (lo que además permite  lámparas de tamaño mucho menor, para potencias altas).
Algunas de estas lámparas funcionan a baja tensión (por ejemplo 12 V), por lo que requieren de un transformador para su funcionamiento. La lámpara halógena tiene un rendimiento un poco mejor que la incandescente (18 – 25 lm/W) y su vida útil se aumenta hasta las 2000 – 4000 horas de funcionamiento.

## Principio de funcionamiento
Al tener el filamento de wolframio contenido en un gas inerte y una pequeña cantidad de un halógeno (normalmente yodo o bromo) el wolframio evaporado durante el funcionamiento normal de la lámpara a elevadas temperaturas reacciona con los halógenos formando halogenuros de tungsteno en estado gaseoso. Así se impide que se deposite el tungsteno evaporado en la superficie interior de la ampolla transparente que aloja el filamento y los gases, lo que supondría una disminución de la transparencia de la ampolla, y por lo tanto una merma de su eficiencia y su durabilidad. La reacción de formación de los halogenuros de wolframio es reversible de forma que éstos, al entrar en contacto con las partes más calientes del filamento (las más delgadas, porque han perdido parte del material), depositan el wolframio del halogenuro sobre dicho filamento y liberan de nuevo el halógeno en estado gaseoso, que queda disponible para recombinarse de nuevo, estableciéndose así un proceso cíclico denominado ciclo halógeno. De esta forma, aumenta la vida útil del filamento y se evita el oscurecimiento de la bombilla ya que vuelve a depositar el wolframio sobre el filamento en el interior de la bombilla. Para que el ciclo halógeno tenga lugar, una lámpara halógena debe funcionar a una temperatura (250 °C o 482 °F)  superior a la de una lámpara clásica de similar potencia y vida útil. Al tener una temperatura de trabajo más elevada da luz de una temperatura de color más alta. Esto, por otra parte, le da una mayor eficacia luminosa (10-30 lm/W).
Como la temperatura de funcionamiento es mayor, hay que utilizar un vidrio de cuarzo, que resiste mejor la temperatura que el vidrio corriente, por lo que pueden hacerse más pequeñas (con menor superficie de disipación de calor). Actualmente se fabrican también lámparas denominadas de bajo consumo (respecto a las incandescentes), suelen tener una lámpara halógena dentro de una ampolla de la misma forma que la de las incandescentes (con superficie de disipación de calor suficiente), con casquillo de rosca E27 (la rosca habitual). Este tipo de bombilla se ha hecho popular en comercios de la Unión Europea desde que en 2009, una Directiva estableció un plazo (2009-2012) para que en los Estados miembros dejaran de fabricar y comercializar lámparas incandescentes.

## Espectro
Como todas las lámparas incandescentes, una lámpara halógena produce un espectro continuo de la luz, desde el infrarrojo profundo (que se alcanza con temperaturas bajas) hasta los colores fríos, llegando en este caso hasta el violeta. Dado que el filamento de lámpara puede operar en una temperatura más alta que una lámpara no-halógena, el espectro se torna hacia azul, produciendo luz con una temperatura de color altamente efectiva.

## Precauciones de seguridad
La elevada temperatura que alcanzan obliga a tomar precauciones para evitar quemaduras si se manipulan encendidas. Asimismo, debe evitarse tocar la ampolla de la lámpara con los dedos, ya que la grasa presente en la piel, al calentarse puede dañar (desvitrificar) el cuarzo hasta el punto incluso de destruir la lámpara. Por esta razón, numerosas lámparas halógenas llevan otra ampolla de cristal sobre la primera, para permitir su manipulación directa.

## Historia
Aunque los primeros intentos de lámparas halógenas son de finales del siglo XIX, las primeras aplicaciones prácticas datan de 1959.
La Unión Europea comenzó en 2009 la retirada de los tipos de lámparas menos eficientes. En este proceso, el 1 de septiembre de 2018 se puso fin a la producción e importación de lámparas halógenas para la mayoría de usos.  en Australia se prohibieron a partir de septiembre de 2020.